# Эмбиент
Э́мбиент (англ. ambient «окружающий») — стиль электронной музыки, основанный на модуляциях звукового тембра. Эмбиент часто характеризуют атмосферным, обволакивающим, ненавязчивым, фоновым звучанием. Зародился в 1970-х годах благодаря творчеству Брайана Ино; с тех пор сформировал несколько разновидностей. Приобрёл популярность в начале 1990-х благодаря таким исполнителям, как, например, The Orb и Aphex Twin.

## Распространение эмбиента
Тем не менее эмбиент остаётся крайне неопределённым понятием, поскольку этим термином можно обозначить исполнителей различных других жанров, например исполнителей «академической» экспериментальной электроники (Chris Meloche, David Shea, Asmus Tietchens, David Toop), космической музыки (Robert Rich, Steve Roach, Vidna Obmana, Klaus Schulze, Jeff Greinke, Alio Die), даба (Bill Laswell, The Orb, Mick Harris, Drome, Woob), этно-электроники (Jon Hassell, Banco de Gaia, Astralasia), индастриала (Lustmord, Merzbow, Final, Aube, James Plotkin), гибридов клубной культуры (The KLF, Global Communication, Mixmaster Morris, Biosphere, Higher Intelligence Agency, Sun Electric, Tetsu Inoue, David Moufang, LTJ Bukem, Autechre).
В 2002 году музыкальный продюсер Джэф Тоун и журналист Питер Манци из журнала New Age Voice Magazine составили рейтинг главных альбомов в стиле эмбиент, созданных за всё время. Для отбора претендентов были приглашены эксперты, среди которых были музыканты Стив Роуч, Роберт Рич, основатель звукозаписывающей компании Hearts of Space Стивен Хилл и др. В итоге эксперты выбрали «25 главных эмбиент-альбомов всех времён». В этот рейтинг попали как классические работы Брайана Ино и Стива Роуча, так и альбомы, обычно классифицируемые как прогрессивный рок (Tangerine Dream), электронная музыка (Constantin Grand, Jean Ven Robert Hal, Aphex Twin, The Orb) и даже джаз (Miles Davis). Таким образом, само определение понятия «эмбиент» было существенно расширено.
Эмбиент часто звучит в саундтреках фильмов и видеоигр, особенно фантастических. Известные фильмы с эмбиентным звуковым дизайном: Запретная планета (1956), Космическая одиссея 2001 года (1968), Заводной апельсин (1971), «Солярис» (1972), Голова-ластик (1977), «Сталкер» (1979), Сияние (1980), Бегущий по лезвию (1982), Бездна (1987; по мотивам пьесы Рэя Брэдбери «Чикагская бездна»), Мёртвый штиль (1989), Безопасность (1995), Шоссе в никуда (1997), Траффик (2000), Малхолланд Драйв (2001), Донни Дарко (2001), 28 дней спустя (2002), Солярис (2002), Столкновение (2004), Сайлент Хилл (2006), Престиж (2006), Мистер Одиночество (2007), Пекло (2007), Милые кости (2009), Социальная сеть (2010), Драйв (2011), Обливион (2013), Гравитация (2013), Исчезнувшая (2014).

## Музыкальная характеристика
Музыка эмбиент предназначена для достижения спокойствия и пространства, чтобы думать.
Оригинальный текст (англ.)Ambient Music is intended to induce calm and a space to think.
— из буклета к альбому Брайана Ино 1978 года Ambient 1: Music for Airports
Альбомы Брайана Ино Ambient 1 — Music for Airport (1978) и Ambient 4 — On Land (1982) послужили вехами в развитии эмбиента как стиля. Ambient 1 — Music for Airport содержит в себе мягкие, светлые интонации и приближена к академической музыке: акустическое пианино, женское трёхголосье составляли основу альбома. Ambient 4 — On Land — более мрачное и экспериментальное полотно, помимо живых музыкантов, здесь использовались этническая и шумовая перкуссия, полевые и конкрет записи.

## История

### Предпосылки
Одной из ранних предтечей эмбиента стала меблировочная музыка французского композитора-новатора Эрика Сати. Он придумал её в 1914—1916 годах и по его собственному представлению меблировочная музыка должна была служить фоном для сопровождения быта, покупок в магазине, приёма гостей, еды в ресторане и всех прочих повседневных занятий. Основным принципом построения новой музыки являлась произвольная повторяемость одной или нескольких звуковых ячеек (или тематической фразы) ничем не ограниченное число раз.
Меблировочная музыка стала основой для минимализма, ещё одной непосредственной предтечи эмбиента. Спустя полвека после Сати американский композитор Джон Мильтон Кейдж открывает для себя меблировочную музыку и создаёт на её основе собственные минималистские произведения. Спустя несколько лет по его пути пойдут Стив Райх, Джон Адамс, Филипп Гласс и многие другие.
В 1968 году Хольгер Шукай записал альбом Canaxis, наложив электронный гул на случайно обнаруженную плёнку с вьетнамскими народными песнями. По заявлению Горохова, это и был эмбиент. Много разной музыки начала 1970-х доходило практически до эмбиента. Например, у Боба Нортена и прочих джазовых исполнителей, или у Gravity Adjusters Expansion Band. Пионеры электронной музыки Майк Олдфилд, Жан-Мишель Жарр, Клаус Шульце, Вангелис, Эдуард Артемьев создавали эмбиентные композиции, так же, как и деятели прогрессивного рока — Pink Floyd, Yes. Большой вклад сделали группы краут-рока Tangerine Dream, Popol Vuh, Can, Kraftwerk.

### Появление эмбиента

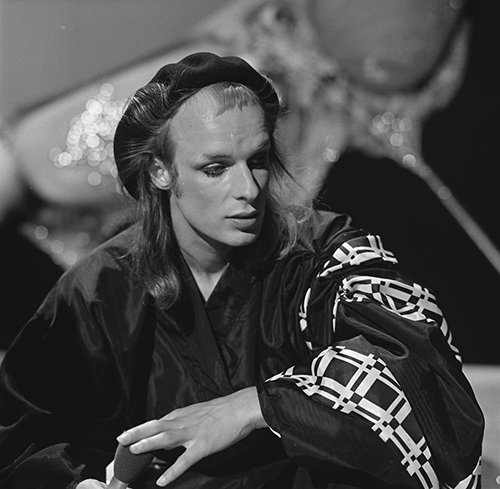
Брайан Ино в 1974 году.

Термин «эмбиент» появился в 70-х годах XX века, для обозначения музыки, которую, по заявлению Брайана Ино, можно «активно слушать со вниманием, или же просто игнорировать, в зависимости от выбора слушателя». Считается, что в музыку этот термин ввёл Брайан Ино. По сложившейся легенде, идея создания музыки, называемой сегодня эмбиент, пришла Ино в голову, когда он лежал дома с переломом и за неимением иного занятия прислушивался к шумам и звукам, доносящимися с улицы. В них он уловил некую закономерность и музыкальность.
Брайан Ино (бывший клавишник группы Roxy Music) перешёл из рок-музыки в область экспериментальной музыки и в 1975 году открыл техническую сторону процесса получения обволакивающего звука, которая заключается в попадании исходного сигнала через графический эквалайзер в два параллельно соединённых магнитофона, в которых звук воспроизводится с запозданием в определённый интервал, далее из одного магнитофона, дополнительно обработанный, он выводится в акустическую систему, а с другого магнитофона возвращается в исходную точку преобразования. По словам самого Ино, звук, преобразованный через его «эмбиентную систему», воспринимается как «часть вибраций окружающей среды, как цвет спокойного рассеянного света или шорох дождя». Ино сформулировал и второй важный принцип эмбиента — развитие музыки за счёт себя же, предоставление исполнителю роли пассивного творца.
Ино признал влияние Эрика Сати, Джона Кейджа, а также влияние дроун-музыки Ла Монте Янга (о котором он сказал: «Ла Монте Янг наш папа») и муд-музыки Майлза Дэвиса, особенно его эпической пьесы «He Loved Him Madly» («Он любил его безумно») с альбома Get Up with It 1974 года, о которой Ино писал, что «эта пьеса казалась „просторной“, качество, к которому я часто возвращался».
Стук Бамбука в XI часов — советский музыкальный коллектив, образованный в конце 1980-х годов. В своей музыке они предвосхитили такие стили, как трип-хоп и даунтемпо. После записи альбома «Лёгкое дело холод» в 1991 году коллектив прекратил своё существование.

### Развитие в 1990-х
С начала 1990-х появляется целая волна новых исполнителей, которые продолжают развивать эмбиент в различных поджанрах и производных жанрах. Звучание эмбиента теперь подчёркивается ритмом, либо мелодикой. Производные жанры эмбиент-хаус, эмбиент-техно, IDM, даунбит, даунтемпо, эмбиент-даб, эмбиент-брейкбит, иллбиент представляют собой ритмичный эмбиент, и в большинстве случаев — инструментальный (исключения: даунбит и даунтемпо).
- Термином эмбиент-хаус без разбора обозначали исполнителей 1990-х (The Orb, The KLF, Irresistible Force, Future Sound of London, Orbital), как исполнявших танцевальную музыку, так и не обязательно. В более строгом смысле, эмбиент-хаус сочетает в себе определённые элементы эмбиента и эйсид-хауса. Впоследствии он был заменён более специфическими терминами и используется редко.[11]
- Конкретной переориентацией термина эмбиент-хаус является — эмбиент-техно, который, как правило, применяется в отношении B12, раннего Aphex Twin, The Black Dog, Higher Intelligence Agency, Biosphere и прочих. Этих исполнителей отличает близость к жанрам техно и электро и чаще всего они издаются на лейблах Apollo, GPR, Warp и прочих. Со временем термин эмбиент-техно превратился в IDM без каких-либо стилистических изменений в музыке.[12]
- IDM стал реакцией производителей танцевальной музыки на обвинения в глупом однообразии последней. Были попытки назвать жанр по-другому: «electronic listening music» (версия Warp Records) или «braindance» (версия Aphex Twin). Исполнители, как Mixmaster Morris и Dr. Alex Paterson, смешали чикагский хаус, более мягкий синтипоп и эмбиент, вызвав новую волну, вдохновлённую разнообразными источниками. Компиляция Artificial Intelligence лейбла Warp Records представила слушателям по всему миру полдюжины наиболее важных представителей стиля: Aphex Twin, The Orb, Plastikman, Autechre, The Black Dog и B12.[13]
- Учитывая количество и разнообразие эмбиента 1990-х, термином даунбит иногда заменяют такие понятия, как эмбиент-хаус и эмбиент-техно, однако в своём широком определении даунбит — это электронная музыка для дома, а не для танцпола.[14] Представители: Morcheeba, Thievery Corporation, Jazzanova, Zero 7, Howie B.
- Похожим на даунбит является жанр даунтемпо, где исполнители более ориентированы на бит, нежели на эмбиент-составляющую, но не на столько, как в трип-хопе.[15] Представители: Gang Gang Dance, Rhye, Dobie.
- С тех пор, как английский лейбл Beyond Records выпустил в начале 1990-х серию альбомов под названием «Ambient Dub», термином эмбиент-даб обозначают исполнителей ритмичного эмбиента, включающего элементы ямайского даба (например, реверберацию, акцент на бас и ударные, тяжёлое использование эффектов). Несмотря на то, что термин эмбиент-даб вышел из моды, он остаётся полезным для обозначения более плотного подвида даунтемпо.[16] К представителям относят The Orb, Techno Animal, Automaton, Solar Quest.
- Существует также эмбиент-брейкбит с ярко выраженным хип-хоп влиянием, но менее энергичный, чем трип-хоп.[17] Яркими примерами являются DJ Wally и Req.
- Иллбиент[англ.] основан на эмбиенте, но может включать даб, хип-хоп, драм-н-бейс, а также любую этническую музыку, он может быть жутким и немного мрачным, или непредсказуемым и облачённым в нойз, но он всегда сохраняет свой неторопливый темп.[18] К представителям иллбиента относят DJ Spooky, We, Byzar, Tipsy, Spectre, Rob Swift, Badawi.
- Объединение эмбиента с психоделическим трансом называют сайбиент.
- Популярность приобрело также течение чиллаут.

## Поджанры
Поджанры эмбиента представлены ниже:.

### Дарк-эмбиент
Оригинальное видение Брайаном Ино эмбиентной музыки как ненавязчивых музыкальных обоев, позже смешанное с теплыми хаус-ритмами и получившее игривые нотки от The Orb в 1990-х, нашло свою противоположность в стиле, известном как дарк-эмбиент. В нем принимают участие самые разные личности — от старых индастриал- и метал-экспериментаторов (Мик Харрис из Scorn, Дэвид Тибет из Current 93, Стивен Стэплтон из Nurse with Wound) до электронщиков (Ким Касконе/PGR, Psychick Warriors ov Gaia), японских нойз-артистов (KK Null, Merzbow) и современных инди-рокеров (Main, Bark Psychosis) – дарк-эмбиент отличается приглушенными или полностью отсутствующими битами, тревожными клавишными, жуткими сэмплами и обработанными гитарными эффектами. Как и большинство стилей, так или иначе связанных с электронной/танцевальной музыкой 90-х, это очень расплывчатый термин; многие исполнители входят в этот стиль или покидают его с каждым последующим релизом.

### Лоуэркейс
Лоуэркейс (англ. lowercase) — экстремальная форма минималистского эмбиента, в котором очень тихие звуки обрамляются долгими отрезками тишины.

### Спейс-эмбиент
Спейс-эмбиент (англ. space ambient) или космическая музыка (англ. space music) — жанр, в котором характерен размеренный, медленный (реже средний) темп звучания. Используются синтетические, глухие и монотонные звуки, которые, как правило, зациклены и служат фоном, на которые по мере звучания композиции накладываются дополнительные ритмичные электронные проигрыши. Зачастую используется приглушённое хоровое пение, замаскированное под музыку и переливы синтетических мелодий. Обладает сильной атмосферой погружения, успокаивающе-расслабляющим и медитативным эффектами на слушателя. Часто встречается в саундтреках к играм на космическую тематику. Известные исполнители: Michael Stearns, Jonn Serrie, Constance Demby, Telomere, Between Interval, U.O.K., Sula Bassana.

### Экспериментальный эмбиент
Экспериментальный эмбиент варьируется от этнических дронов (Robert Rich, Vidna Obmana) и кино-музыкальных ландшафтов (Paul Schütze, Lustmord) до белого шума (K.K. Null, Main) и экспериментального постпанка (Rapoon, Zoviet France).

### Эмбиент-даб
Эмбиент-даб (англ. Ambient dub) — это стиль, воплощающий смешение эмбиента с дабом. Термин был впервые использован ныне недействующим Бирмингемским лейблом Beyond Records в начале 1990-х годов. Лейбл выпустил серию альбомов Ambient Dub Volume 1-4, которые вдохновили многих артистов на выпуск музыки в жанре, в том числе Билла Ласвелла, который использовал аналогичное название для серии своих альбомов под псевдонимом Divination, где он сотрудничал с другими артистами в жанре. Эмбиент-даб коррелирует со стилями даба, популяризованного Кингом Табби и другими ямайскими звуковыми исполнителями 1960-х и начала 1970-х годов, использующими эмбиентную электронику, которая была вдохновлена ранними видами ямайского дидженга. Стилю присущи дроп-ауты, эхо, эквализация и различные психоделические электронные эффекты. В жанре часто используют технику наложения и присутствуют элементы этнической музыки, глубокие басы и гармонические звуки. По словам писателя и исполнителя Дэвида Тупа, «Даб музыка похожа на длинную задержку эха, повторяющуюся во времени..., превращающую рациональный порядок музыкальных последовательностей в океан чувств». Известные артисты в жанре: Dreadzone, Higher Intelligence Agency, The Orb, Gaudi.

### Этник-эмбиент
Этник-эмбиент (англ. ethnic ambient), этно-эмбиент (англ. ethno ambient), трибал-эмбиент или трайбал-эмбиентом (англ. tribal ambient) — музыкальный стиль, где элементы этники превалируют над эмбиентом. К представителям относят Ulf Söderberg, Antonio Testa, Tuu.

## Развитие и родственные жанры

### Псибиент
Псибиент (англ. psybient) — это жанр электронной музыки, который сочетает в себе элементы психоделик-транса, эмбиента, даунтемпо, даба, этнической музыки, музыки «нью-эйдж».

## Влияние на другие жанры
Большое влияние эмбиент оказал на музыку нью-эйдж. Корни до-эмбиентного инструментального нью-эйджа (Китаро, Майкл Хеджес, Сьюзан Чани, Джордж Уинстон, Андреас Фолленвайдер) лежат в джазе, фолке, классической и синтезаторной музыке. Со второй половины 1980-х нью-эйдж, под влиянием эмбиента, превращается в песенный жанр с сильной электронной составляющей (Эния, Enigma). Эмбиент также повлиял на развитие готик-рока, в результате которого появился этериал-вейв.
В 1990-х влияние эмбиента испытывают поджанры альтернативного рока, как, например, построк или дрим-поп. В метале становится популярным «атмосферное» звучание.